# Петрівка (пункт контролю)
49°52′7″ пн. ш. 38°48′17″ сх. д. / 49.86861° пн. ш. 38.80472° сх. д.
Петрі́вка — пункт пропуску через державний кордон України на кордоні з Росією.
Розташований у Луганській області, Білокуракинський район, неподалік від однойменного села на автошляху місцевого значення. З російського боку розташований пункт пропуску «Шияни», Ровенський район, Бєлгородська область.
Вид пункту пропуску — автомобільний, пішохідний. Статус пункту пропуску — місцевий, з 7.00 до 18.00.
Характер перевезень — пасажирський.
Судячи з відсутності даних про пункт пропуску «Петрівка» на сайті МОЗ, очевидно він може здійснювати лише радіологічний, митний та прикордонний контроль.
Пункт пропуску «Петрівка» входить до складу митного посту «Старобільськ» Луганської митниці.